# Mireille Hadas-Lebel
Mireille Hadas-Lebel z domu Bonan (ur. 26 września 1940 w Tunezji)  – francuska historyk zajmująca się starożytnością. Specjalizuje się w historii judaizmu.

## Książki
- Le peuple hébreu : Entre la Bible et l'Histoire, coll. Découvertes Gallimard (n° 313), Gallimard, 1997
- Flavius Josèphe, Fayard, 1989 (pol. tłumaczenie Józef Flawiusz: Żyd rzymski, Warszawa 1997)
- Philon d'Alexandrie, Fayard, 2003
- Hillel, un sage au temps de Jésus, Albin Michel, 2005
- Rome, la Judée et les Juifs, Picard, 2009
- Une histoire du Messie, Albin Michel, 2014